# Jan Groenendijk
Jan Groenendijk est un grand maître international de dames néerlandais né le 7 septembre 1998 à Wageningue, champion du monde en 2024 et 2025 et champion d'Europe en 2022 et 2024.

## Carrière aux dames
Après avoir terminé deuxième du championnat du monde de dames en 2015 (tournoi), en 2016 (match contre Roel Boomstra) et en 2023 (tournoi), mais aussi quatrième du championnat du monde en 2019 et en 2021 (à Tallinn), Jan Groenendijk devient champion du monde lors du match contre l’Ukrainien Youri Anikeev en 2024 à Wageningue. En juin 2025 à Yaoundé, Groenendijk conserve son titre dans un tournoi avec poules rassemblant quarante des meilleurs joueurs.
Jan Groenendijk a également remporté le championnat d'Europe en 2022 et 2024 ainsi que les championnats d'Europe de parties rapides et de blitz en 2023.
Il a remporté quatre fois le championnat des Pays-Bas (en) en 2020, 2022, 2023 et 2024,.